# Elisabeth Hamann
Elisabeth Hamann (* 2. Januar 1913 in Hindenburg; † 15. Januar 2001 in Kempten (Allgäu)) war eine deutsche Politikerin (SPD).
Hamann legte 1933 ihr Abitur in Beuthen ab, studierte Medizin in Breslau und schloss das Studium mit dem Staatsexamen und der Promotion ab. Es folgte eine Ausbildung an den Universitätskliniken in Breslau und Berlin. Von 1940 bis 1947 arbeitete sie als Kassenärztin in Breslau, im Landkreis Liegnitz und nach dem Krieg in Oberfranken. 1947 wurde sie in Ingolstadt Mitarbeiterin in der Praxis ihres Ehemanns Dr. Horst Hamann, den sie 1941 in Breslau heiratete. Außerdem war sie Vertreterin in einigen Allgemeinpraxen, arbeitete im schul- und impfärztlichen Dienst beim Gesundheitsamt Ingolstadt und war lange Jahre Ärztin beim Bayerischen Roten Kreuz. Hamann, die der SPD 1969 beitrat, vertrat diese von 1972 an im Ingolstädter Stadtrat und von 1974 bis 1978 im Bayerischen Landtag.